# سای اژدها
سای اژدها یک ستاره است که در صورت فلکی اژدها قرار دارد.